# Musée d'Art de Kharkiv
Le musée d'art de Kharkiv (en russe : Харьковский художественный музей ; en ukrainien : Харківський художній музей) est un musée d'État ukrainien, l'un des plus importants du pays. Il a été fondé en 1905 à Kharkiv.

## Histoire
Le musée est fondé en 1905 sous le nom de musée « d'art et d'industrie de la ville de Kharkov » (Городской художественно-промышленный музей). L'historien Dmitri Bagaleï est alors à la tête de la commission des nouvelles acquisitions. En 1907, le peintre Ilia Répine fait don à la demande de ce dernier d'un portrait peint par lui du général Dragomirov.
Le musée est rebaptisé en 1920 « musée d'histoire religieuse » (Церковно-Исторический музей), car ses œuvres sont principalement des icônes et objets de culte confisqués par les autorités bolchéviques, ainsi que des objets religieux provenant des éparchies de Kharkiv et de Volhynie et des collections de l'université de Kharkiv.
En 1922, le musée perd le qualificatif religieux et prend le nom  « musée d'art ukrainien ». Il est alors divisé en trois départements: peinture, sculpture et architecture. Le premier réunit également des gravures et des livres anciens, ainsi qu'une collection d'icônes du XVIe au XIXe siècle. La plupart des tableaux sont des portraits, des paysages ou des scènes de genre datant du XVIIIe au XIXe siècle, la majorité issue de confiscations.
Dans les années 1930, le musée est fermé au public. Il n'ouvre qu'après la libération de l'occupation allemande en 1944, à nouveau sous le nom de « musée d'art ukrainien ». Entre 1949 et 1965, il porte le nom de « musée d'État des beaux-arts », et depuis 1965, de « musée d'art de Kharkov ».

## Édifice
Le musée se trouve au no 11 de la rue Jon Myronossits à Kharkhiv. L'édifice qui l'abrite a été construit en 1912 selon le projet de l'architecte A. N. Beketov, comme hôtel particulier du brasseur Ignatichtchev, propriétaire de la brasserie industrielle Ivanovski de Kharkiv. Il est bâti en style néoclassique Renaissance avec des éléments de baroque. 

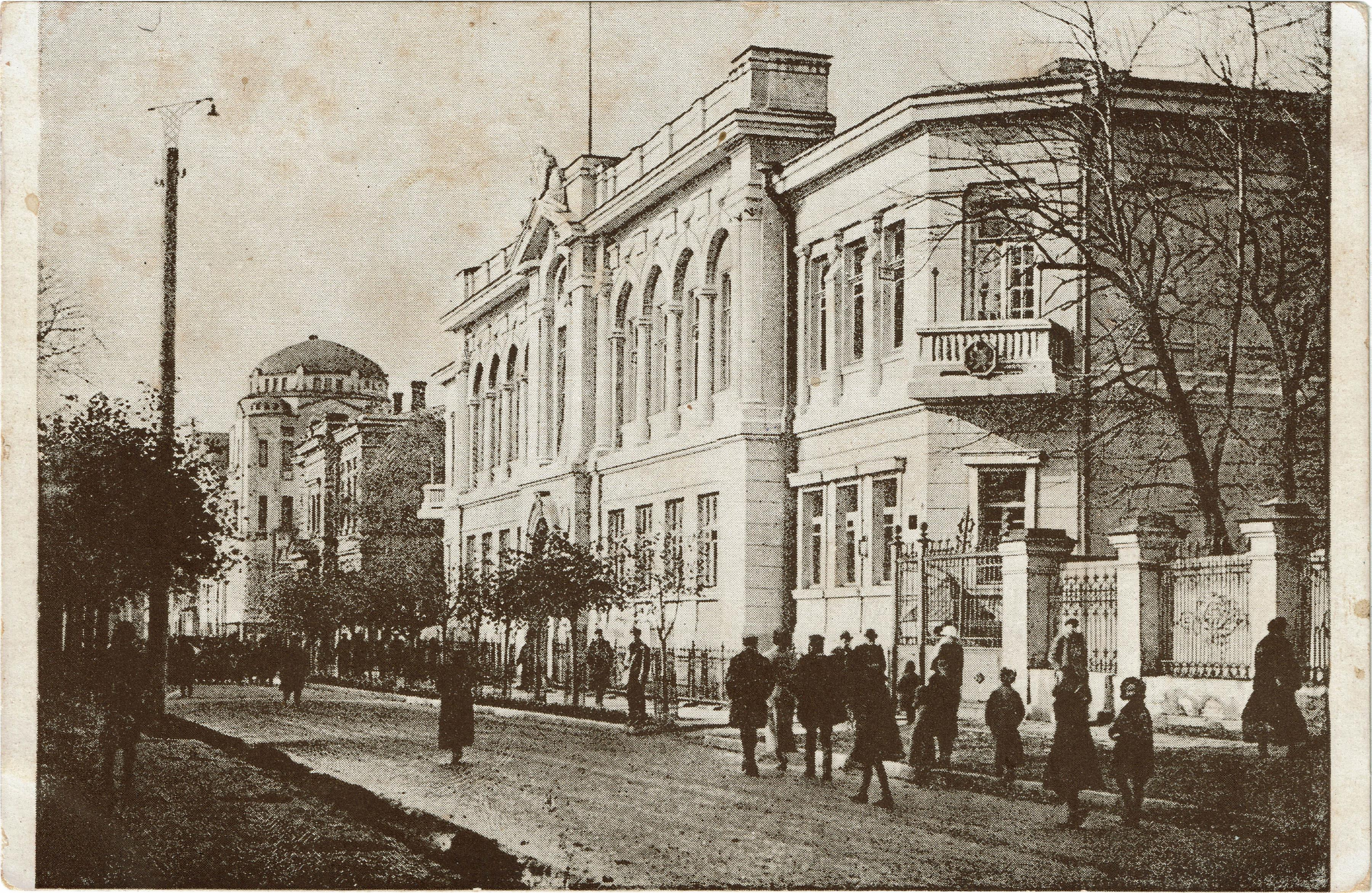
Le bâtiment du no 11 de la rue Jon Myronossits classé.

Après la révolution d'Octobre et la formation d'autorités soviétiques à Kharkov, le soviet des commissaires du Peuple d'Ukraine (SNK) s'y installe de 1922 à 1928 sous la direction de Vlas Tchoubar (fusillé en 1939). Après le déménagement du soviet en 1928 dans le bâtiment du Gosprom, l'ancien hôtel particulier Ignatichtchev accueille l'institut Chevchtchenko (aujourd'hui musée Chevchtchenko de Kiev). Après la Seconde Guerre mondiale, le musée d'art s'y installe.

## Collections
Le musée expose dans vingt-cinq salles des œuvres russes et ukrainiennes d'avant la révolution, des œuvres de la période soviétique et des œuvres d'art d'Europe de l'Ouest, ainsi que des pièces d'art décoratif du XVIe siècle au XXe siècle.
Parmi les peintres russes ou ukrainiens de la période impériale, on remarque des œuvres d'Anton Lossenko (Abel, 1768), Brioullov, Aïvazovski, Chichkine, Sourikov, Borovikovski, Levitski, Yarochenko, Borissov-Moussatov, Litovtchenko, Vassili Sokolov, Arkhip Kouïndji (Printemps précoce, 1890-1895), etc. Le musée abrite la collection la plus importante d'Ukraine de tableaux de Répine (onze tableaux, dont le fameux Cosaques zaporogues écrivant une lettre au sultan de Turquie, variante de 1889-1893 donnée au musée de Kharkov par la galerie Tretiakov en 1932 ; Portrait de Tatiana Chtchepkina-Koupernik, 1914 ; ainsi que huit feuilles de croquis).
Des représentants de l'art dont le rayonnement s'est effectué surtout localement dans diverses provinces de l'actuelle Ukraine sont aussi présents, comme Taras Chevtchenko (Autoportrait qui peignit aussi), Vassilkovski (1854-1917), Martynovitch, Tkatchenko (1860-1916), Levtchenko, Grigoriev (1910-1988). On peut ajouter Nikolaï Samokich ; Mykola Bouratchek, Fédir Krytchevsky, Oleksandr Mourachko, Gueorgui Narbout, Tatiana Iablonskaïa, Henryk Siemiradzki (Les Pirates isauriens vendant leur butin, 1880), Lev Lagorio (Dans les montagnes du Caucase), 1879 ; Nikolaï Pimonenko (La Réunion, 1908 ; Victime du fanatisme ; 1898; Sinnokis, début 1912 ; Au marché, 1898) ;  Nikolaï Iarochenko, Funérailles, 1893 ; Grigori Laptchenko, Printemps précoce, 1830 ; Alexandre Litovtchenko, L'Ambassadeur italien Calvucci fait dessiner les faucons favoris du tsar Alexis Mikhaïlovitch (1889), Mykhaylo Berkos (en), Opanas Slastion ; Filipp Maliavine, Pavel Kharitonenko avec son fils, 1911...
Parmi les artistes d'Europe occidentale figurent : Bertel Thorvaldsen, Pieter de Molyn, Parmigianino, Jan van Goyen, Albrecht Dürer, Marcantonio Raimondi, Frans Floris (Suzanne et les vieillards), Pietro da Cortona (Martyre de Saint Laurent), Andrea Sacchi, Giuseppe Maria Crespi, Giovanni Benedetto Castiglione, Livio Mehus, Jan van Scorel (L'Apôtre Philippe),  Simon de Vlieger (marine), Joos van Cleve, (Madone), Andrea Sacchi, Guido Reni, Ludovico Mazzolino, Francesco Furini, Bartolomeo Manfredi, Livio Mehus, Giovanni Francesco Caroto, Jan van Scorel, Simon de Vlieger, Alexandre Adriaenssen, Jan van Goyen, Esaias van de Velde l'Ancien, (Paysage, autrefois attribué à Pieter Bruegel le Jeune), Gillis van Tilborch, Nicolas de Largillierre, Klaes Molenaer; etc…
En tout, le musée abrite vingt-cinq mille tableaux, croquis, esquisses, sculptures, objets d'art décoratif, etc.

## Quelques tableaux

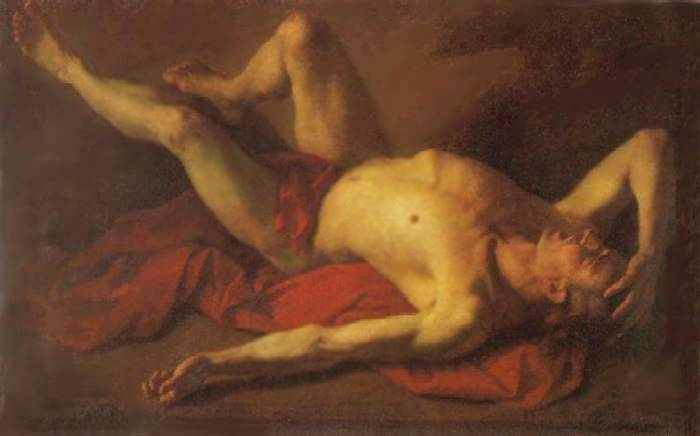
Abel d'Anton Lossenko,
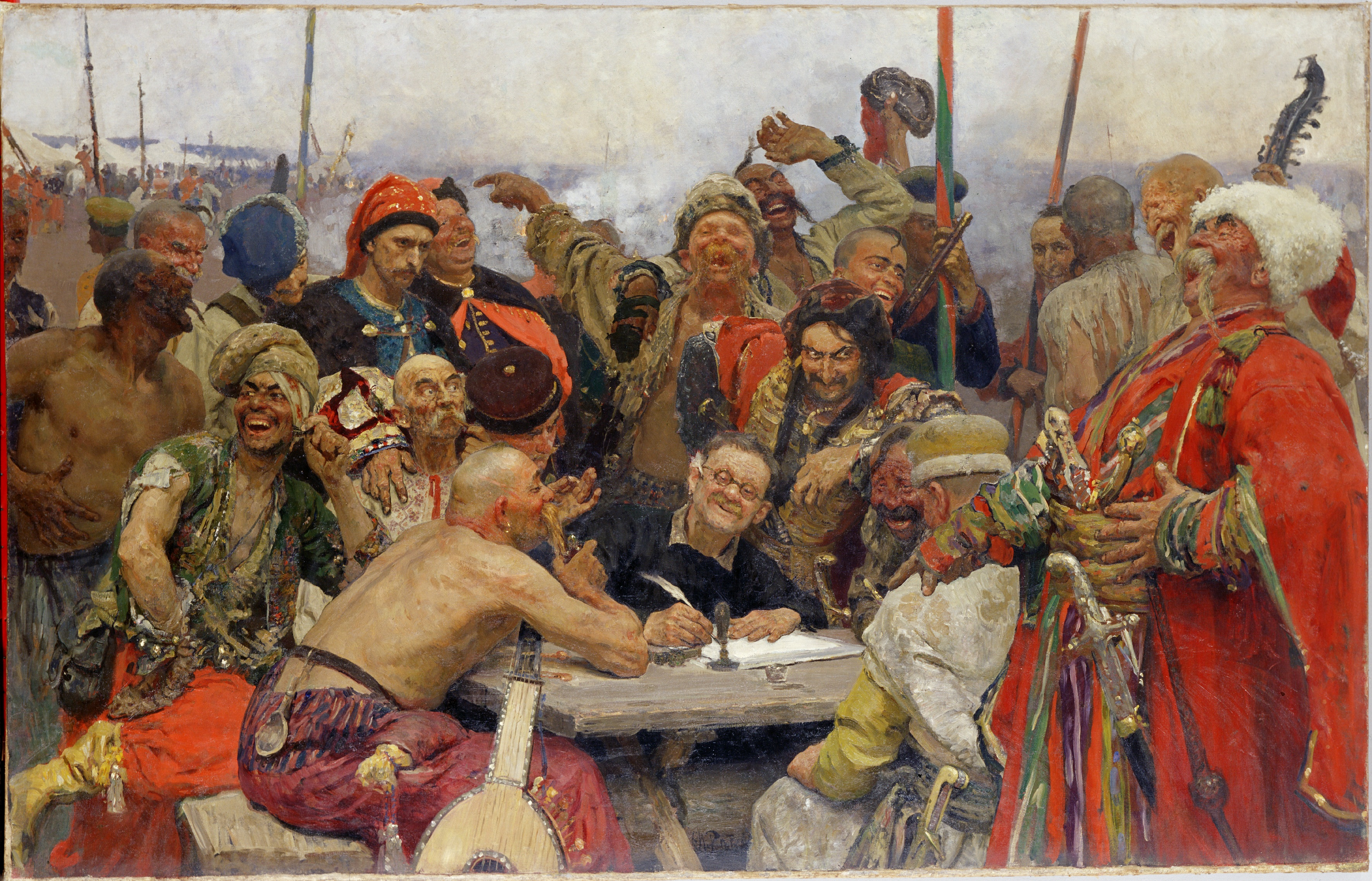
Les Cosaques zaporogues écrivant une lettre au sultan de Turquie (1893), Répine,
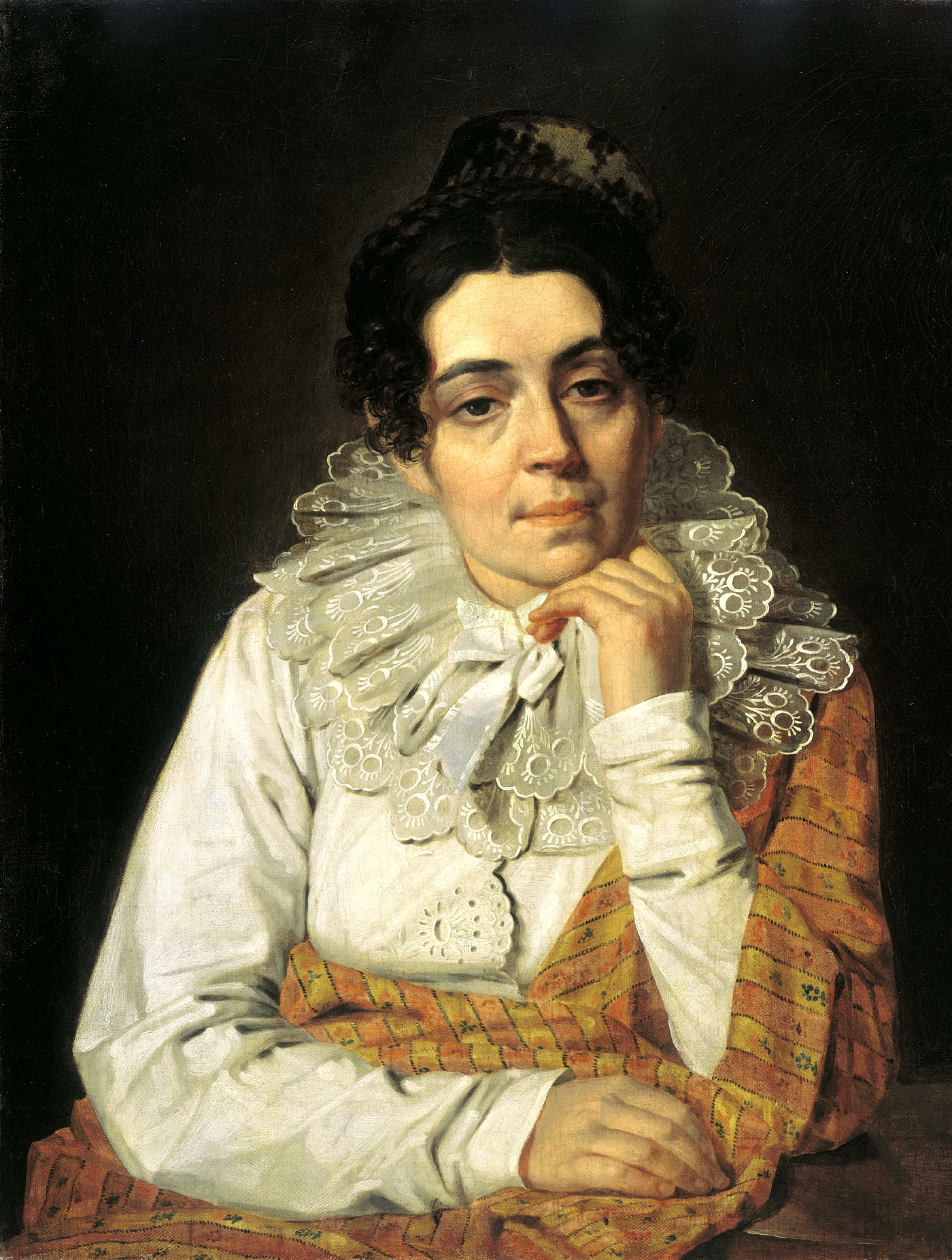
Marthe Afanassievna Venetsianov par son époux,
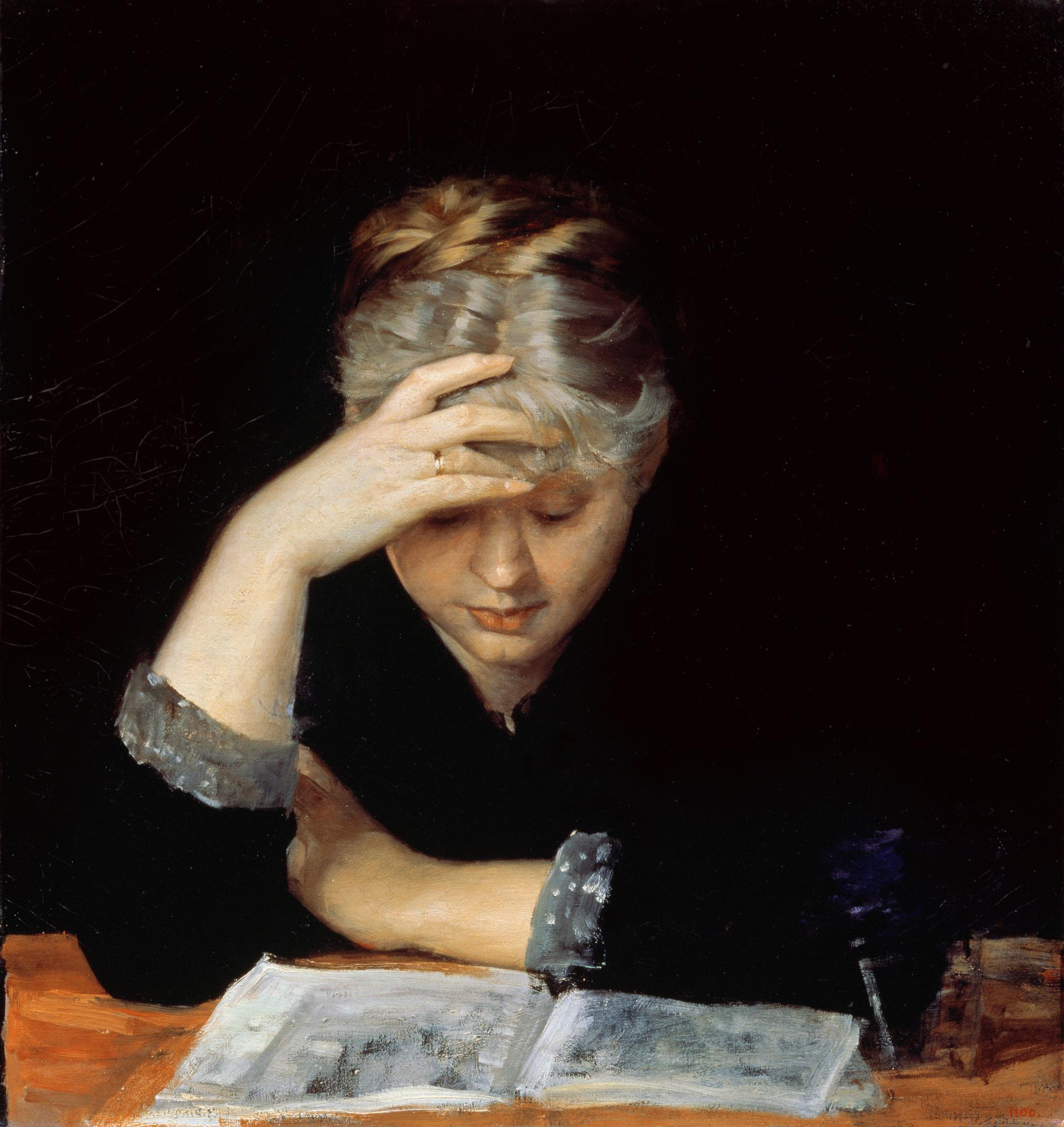
La Lectrice de Marie Bashkirtseff
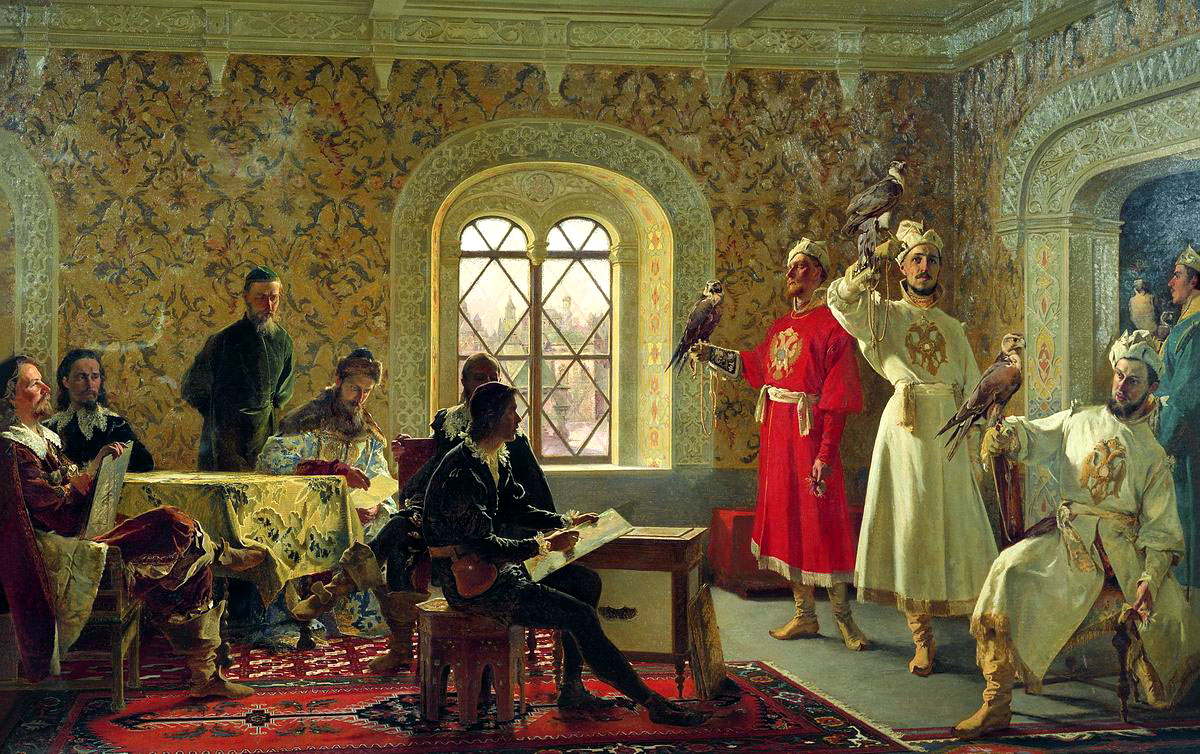
L'Ambassadeur d'Italie Calvucci faisant peindre les faucons favoris du tsar Alexis, Litovtchenko
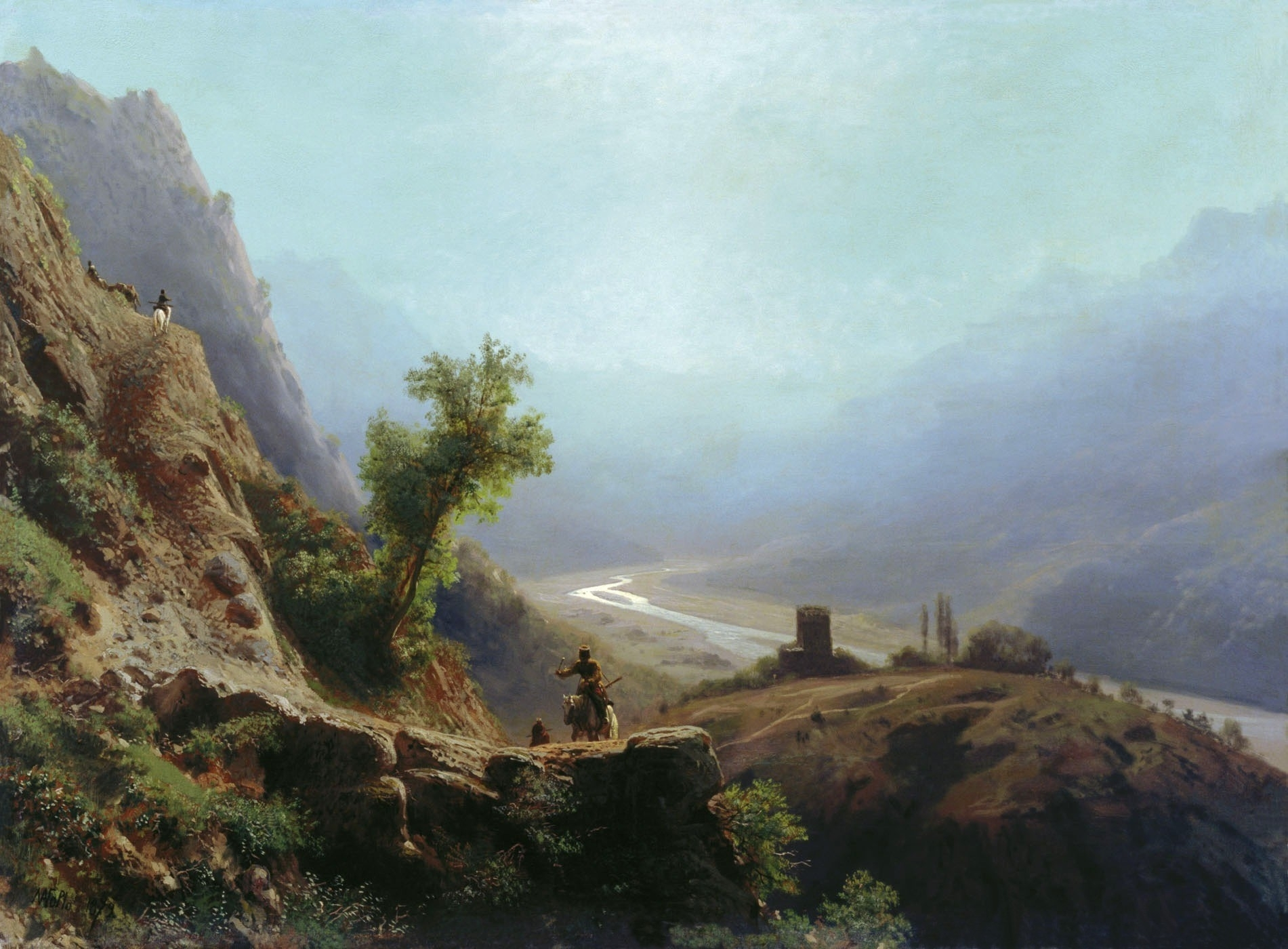
Dans les montagnes du Caucase (1879), par Lagorio